# Viroqua
Viroqua é uma cidade localizada no estado norte-americano de Wisconsin, no Condado de Vernon.

## Demografia
Segundo o censo norte-americano de 2000, a sua população era de 4335 habitantes.
Em 2006, foi estimada uma população de 4383, um aumento de 48 (1.1%).

## Geografia
De acordo com o United States Census Bureau tem uma área de
8,5 km², dos quais 8,5 km² cobertos por terra e 0,0 km² cobertos por água. Viroqua localiza-se a aproximadamente 333 m acima do nível do mar.

## Localidades na vizinhança
O diagrama seguinte representa as localidades num raio de 20 km ao redor de Viroqua.